# Doppelleitwerk

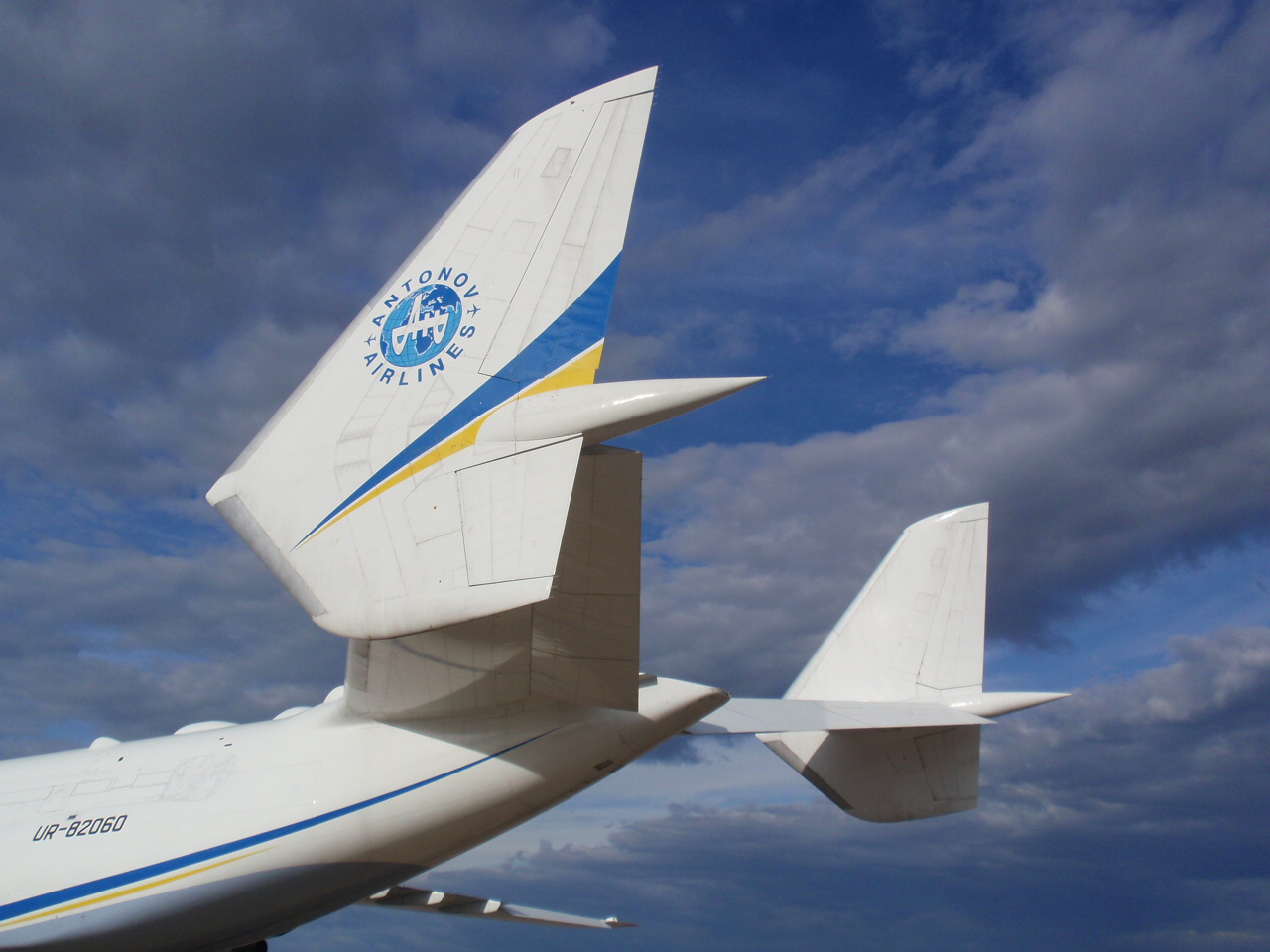
Das Doppelleitwerk einer Antonow An-225

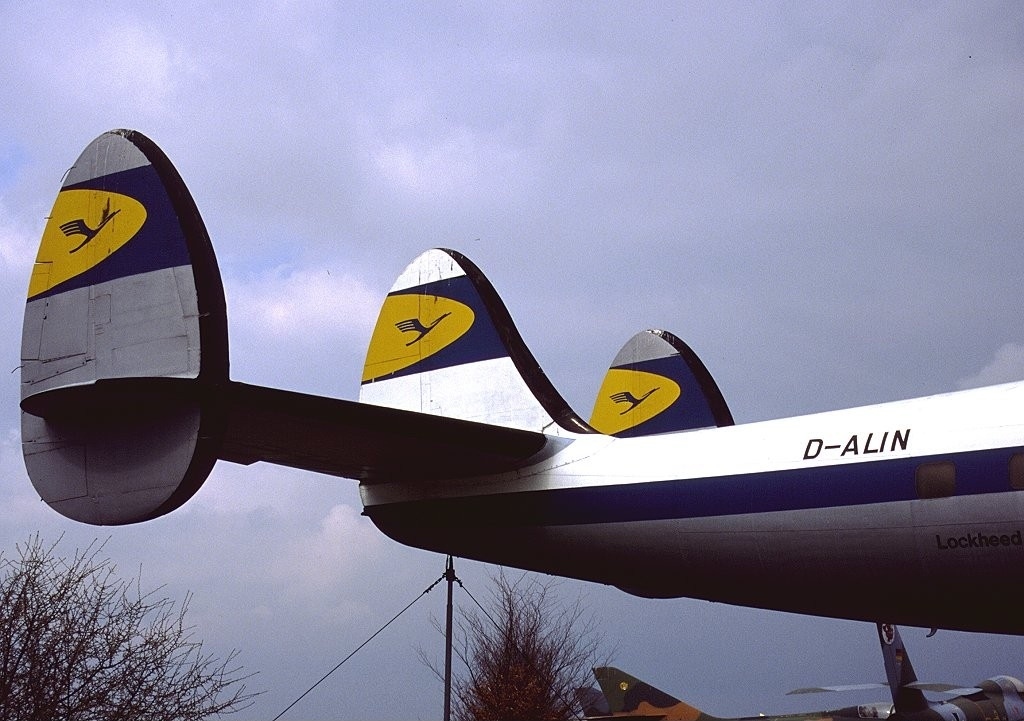
Lockheed L-1049G Super Constellation mit Dreifachleitwerk

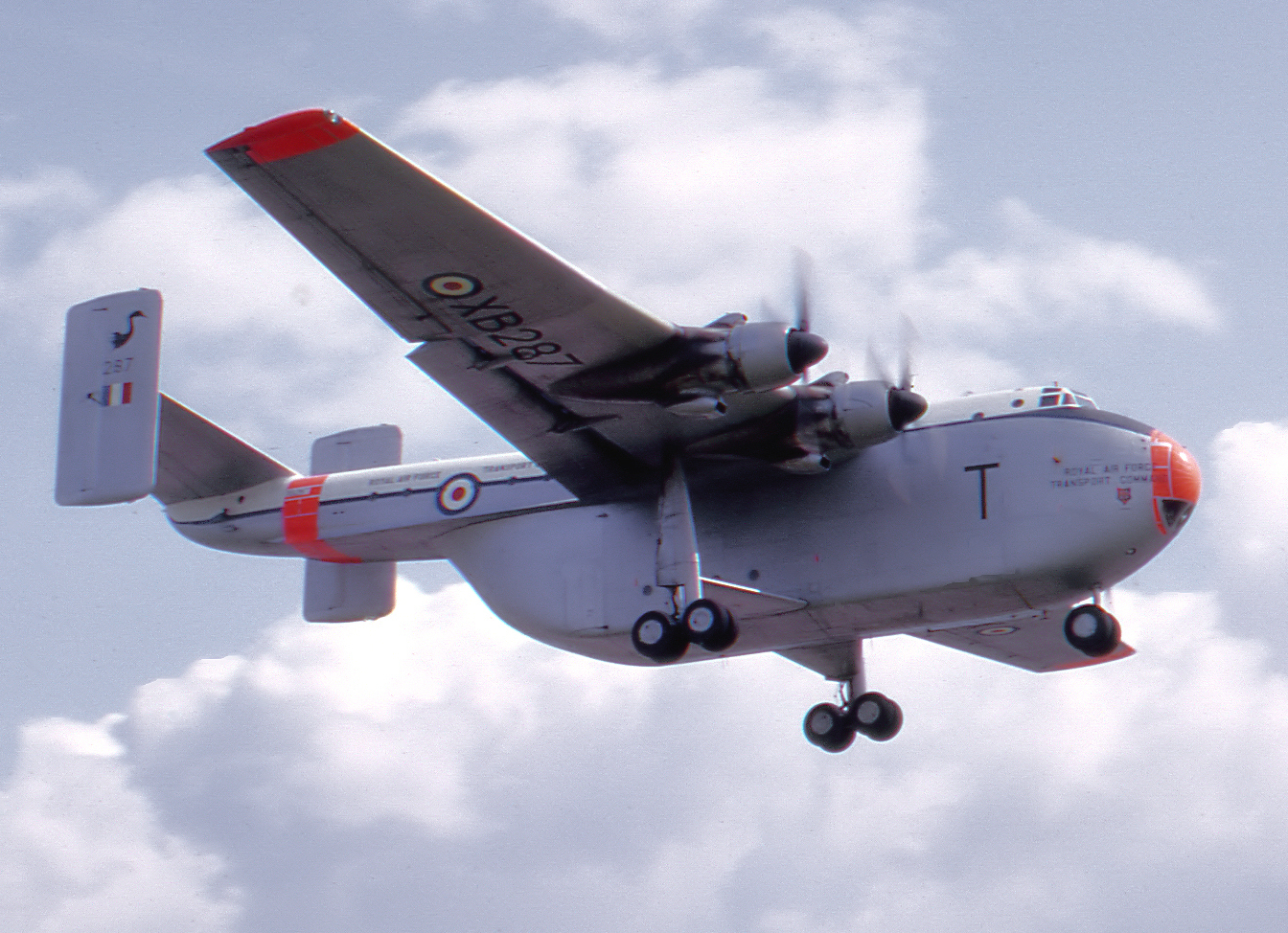
Blackburn Beverley mit Doppelleitwerk

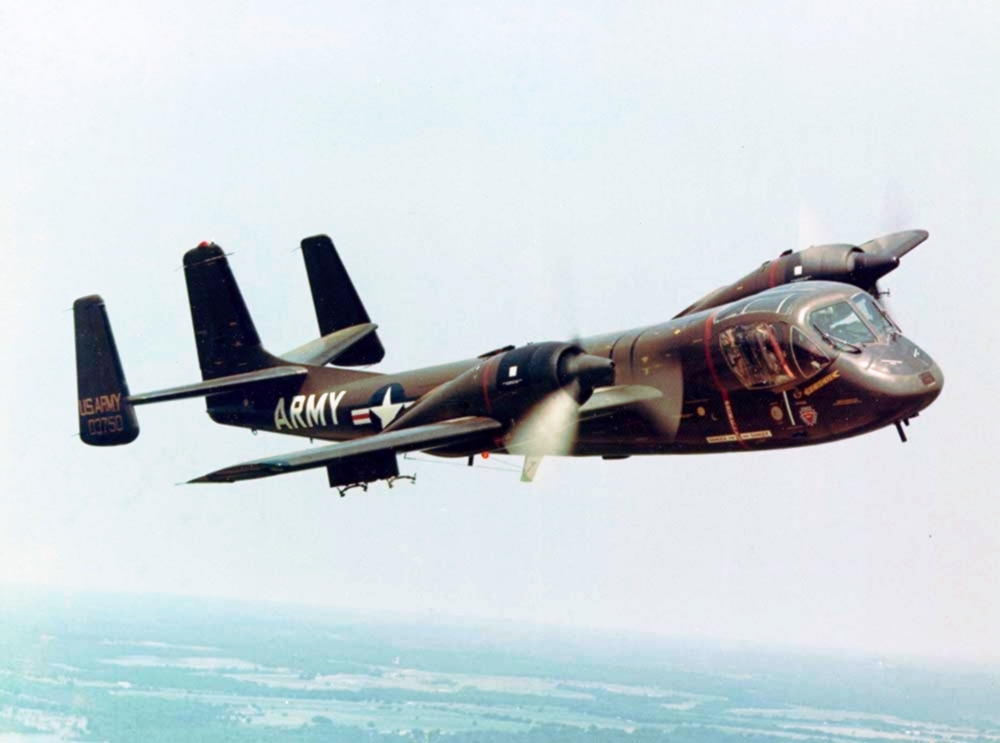
Grumman OV-1 Mohawk mit Dreifachleitwerk

Doppelte Leitwerke können in allen Leitwerksvarianten wie Seitenleitwerk, Höhenleitwerk und den Querrudern verwendet werden. Der am häufigsten verbaute Typ ist das doppelte Seitenleitwerk. Das Seitenleitwerk ist für die Stabilisierung um die Hochachse (gegen Gierbewegungen) zuständig. Vorteil eines Doppelleitwerks ist beispielsweise eine geringere Bauhöhe bei gleicher Leitwerksfläche, da diese auf zwei Leitwerke verteilt wird. Dies ist bei begrenzten Hangargrößen, etwa auf Flugzeugträgern, relevant. Ein anderer Grund kann die generelle Konfiguration des Flugzeugs sein. Zum Beispiel kann eine Positionierung in der Mitte ungünstig sein wegen einer starken aerodynamischen Abschattung durch einen breiten Rumpf.
Die Lockheed Constellation, die Lockheed Super Constellation und der Miles Aerovan hatten Dreifach-Seitenleitwerke.

## Praktische Anwendung
Luftüberlegenheitsjäger (LÜJ) kämpfen im Wesentlichen gegen andere Jagdflugzeuge und sollen die Luftüberlegenheit erkämpfen. Im Luftkampf müssen sie wendig sein; bei schnellen Richtungsänderungen gilt ein Doppelleitwerk als hilfreich. Einer der ersten sowjetischen Jets mit Doppelleitwerk war die MiG-25 (Erstflug 1964).
North American Aviation (NAA) begann Ende 1953 mit der Entwicklung eines trägergestützten Langstreckenbombers, aus dem letztlich die North American A-5 resultierte (Erstflug 1958). NAA wollte ein Doppelleitwerk verbauen; die US Navy bevorzugte aber ein einfaches, abklappbares Leitwerk und ließ den Entwurf so ändern.
Beispiele:
- F/A-18E/F Super Hornet
- Lockheed Martin F-22 (Raptor)
- Suchoi Su-35 (Flanker E)
- Suchoi Su-57 (Serienproduktion ab 2017)
- die Sowjetunion entwickelte als Antwort auf die F-15 das Mehrzweckkampfflugzeug MiG-29 (Erstflug Oktober 1977).
- Eine kampfwertgesteigerte Version der MiG-29 ist auch als MiG-33 bekannt.
- die MiG 1.44 (Erstflug Februar 2000) ging nie in Serie
- Das Grundlayout der J-20 (VR China) ähnelt deutlich dem der MiG 1.44.
- die Lockheed Martin F-35 („Lightning II“; Erstflug Dezember 2006)

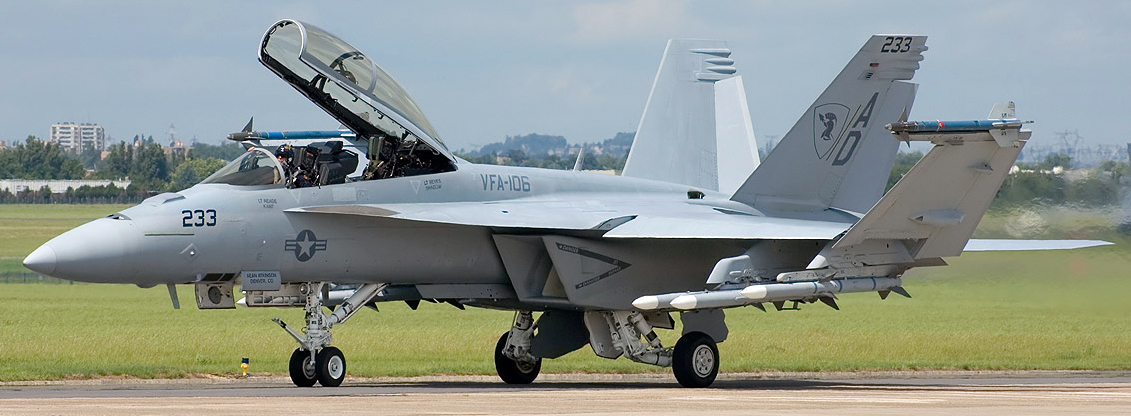
Eine F/A-18F Super Hornet
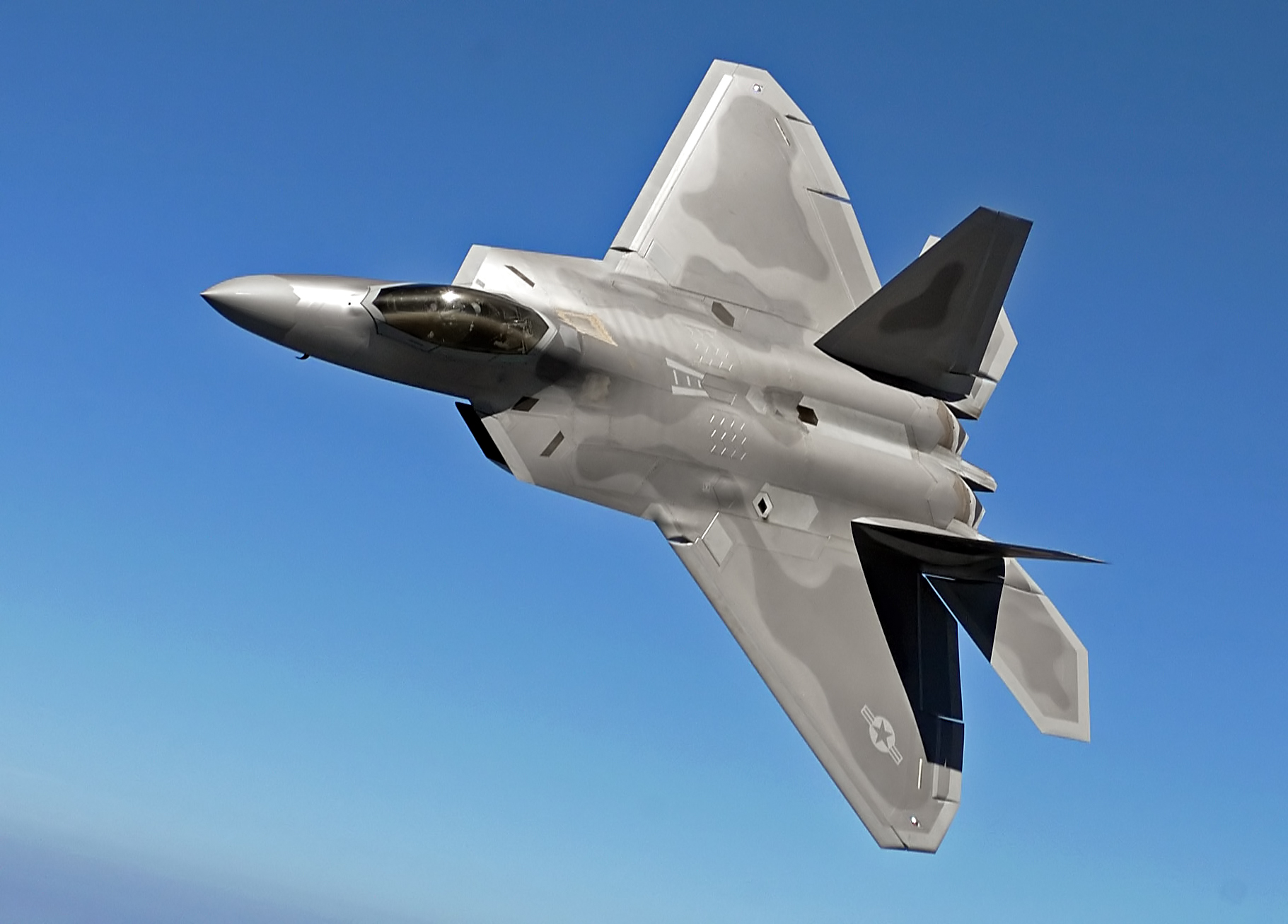
Lockheed Martin F-22 Raptor
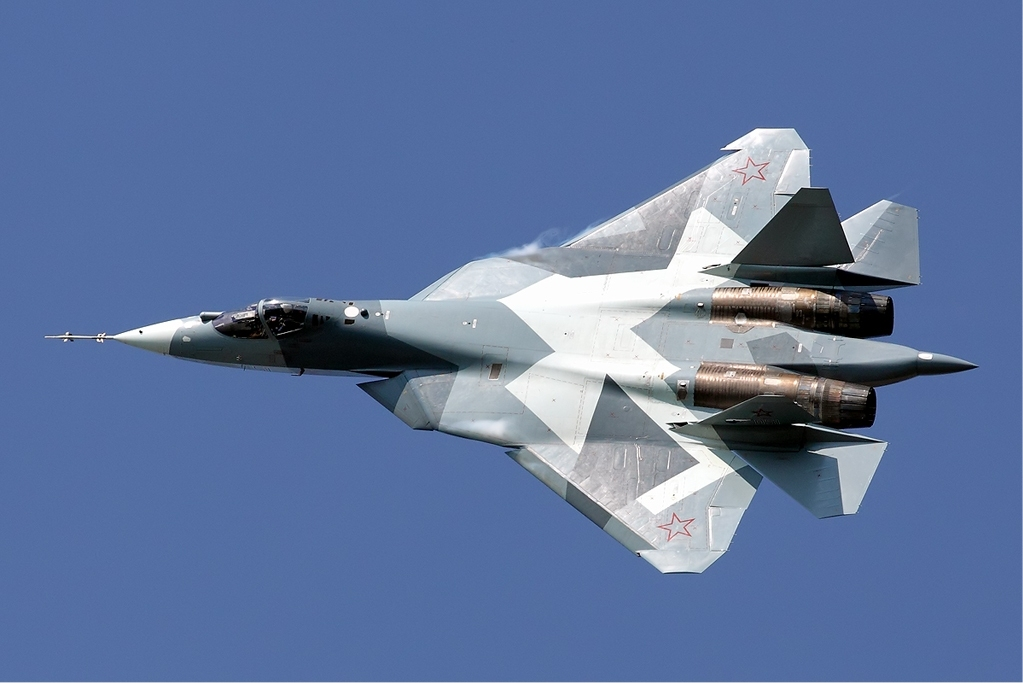
T-50-1 auf der MAKS 2011
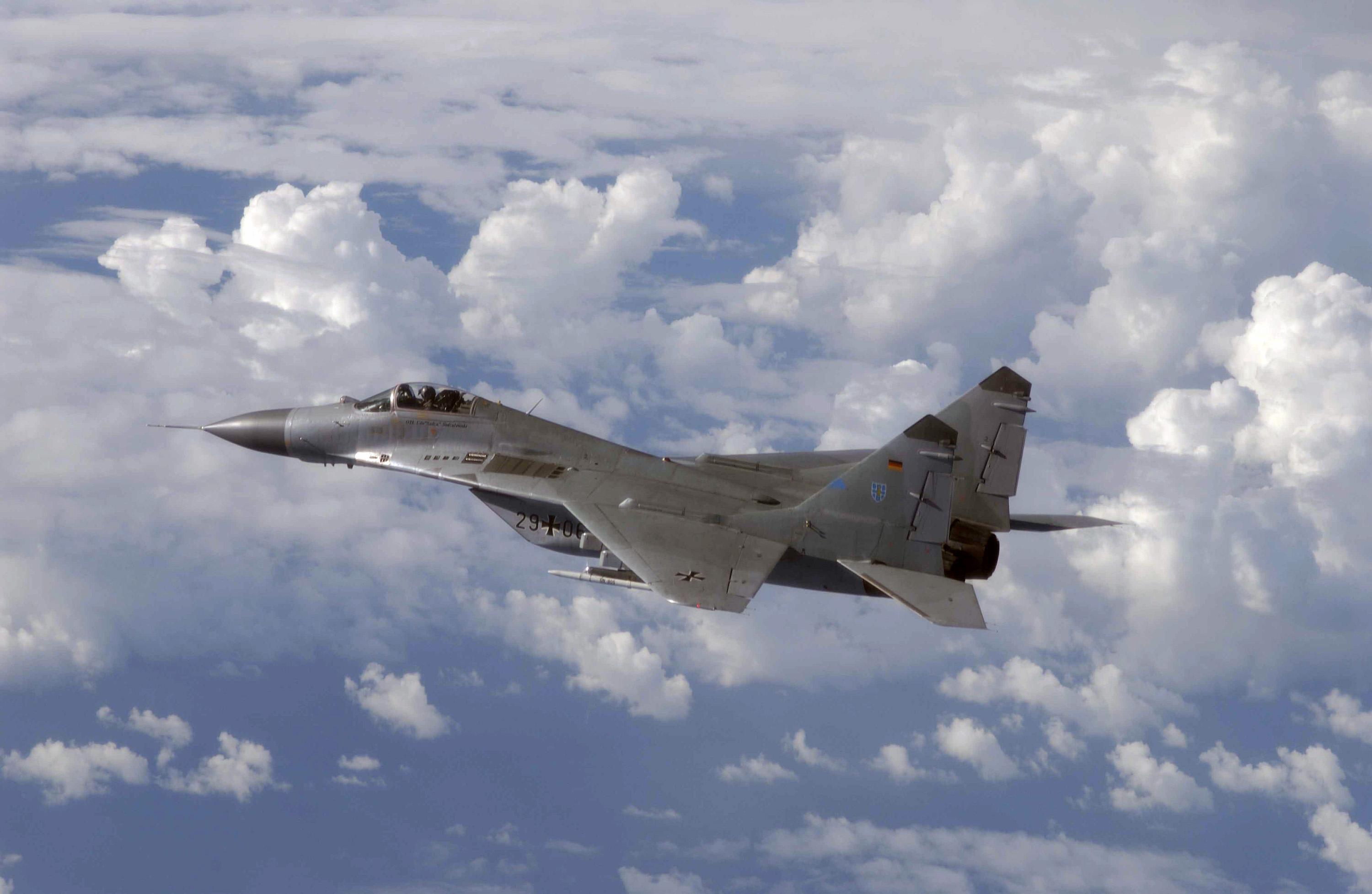
MiG-29 der deutschen Luftwaffe
J-20
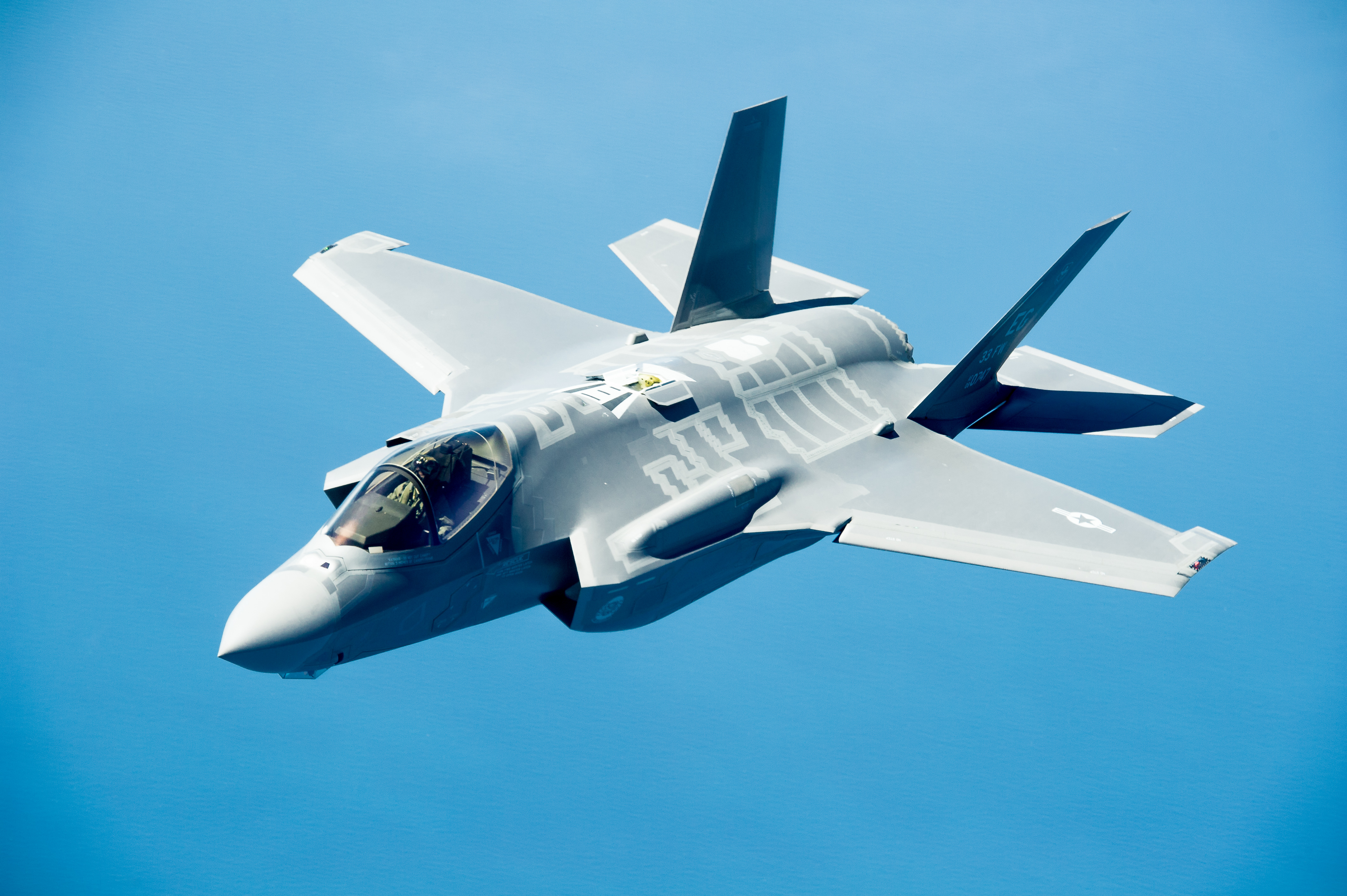
F-35A Lightning II